# رامون کیروگا
رامون کیروگا (اسپانیایی: Ramón Quiroga‎؛ زادهٔ ۲۳ ژوئیهٔ ۱۹۵۰) بازیکن سابق و مربی فوتبال آرژانتینی‌تبار اهل پرو است.
از باشگاه‌هایی که در آن بازی کرده‌است می‌توان به باشگاه فوتبال ایندپندینته، باشگاه فوتبال اونیورسیتاریو ده دپورتس، باشگاه فوتبال روساریو سنترال، باشگاه ورزشی بارسلونا، و باشگاه فوتبال اسپورتینگ کریستال اشاره کرد.
وی همچنین در تیم ملی فوتبال پرو بازی کرده‌است.